# Preadaptació

Diagrama de la preadaptació

La preadaptació en la biologia evolutiva és un terme relacionat amb l'exaptació i descriu una situació on una espècie evoluciona per a fer servir una estructura preexistent o característica fenotípica heretada d'un ancestre per a una funció potencialment no relacionada. Un exemple d'una preadaptació és la dels dinosaures que havien fet servir les plomes per aïllament tèrmic i després es varen fer servir per a volar, o les glàndules sudorípares dels mamífers que es van transformar en glàndules mamàries.
Un altre exemple és la hipòtesi proposada pel zoòleg Jonathan Kingdon sobre que els primers humans que van passar a ser bípedes perquè tombaven les pedres i les fulles cercant aliments com per exemple els cucs i els cargols i la posició bípeda amb els peus plans era millor per a fer això.
Els artròpodes proporcionen els primers fòssils indiscutibles d'animals terrestres des de 419 milions d'anys (Silurià tardà). Els artròpodes estaven ben preadaptats a colonitzar la terra perquè els seus preexistents exoesquelets proporcionaven protecció contra la dessecació, suport contra la gravetat i un mitjà de locomoció que no depenia de l'aigua.
A alguns biòlegs no els agrada el terme pre-adaptació perquè podria implicar un pla teològic intencionat, cosa contrària a l'evolució. Per això s'han proposat termes alternatius que inclouen la coopció (en anglès:"co-option") i exaptació ("exaptation").
Alguns fenòmens poden tenir l'aparença de la preadaptació però són causats per la simple probabilitat. Per exemple els ambients futurs (com uns de més calents o més secs) poden semblar-se a aquells ja experimentats per una població en un dels seus marges temporals o espacials. Això no és realment una preadaptació, sinó més aviat la sort d'adaptar-se a un clima que més tard seria el predominant. La variació genètica críptica pot haver purgat les mutacions més deletèries, deixant una oportunitat incrementada a les adaptacions útils, però això representa que la selecció actua sobre els genomes actuals amb conseqüències per al futur, més que no pas una preadaptació.